# Ożarowice (gmina)
La gmina d'Ożarowice est une commune rurale de la voïvodie de Silésie et du powiat de Tarnowskie Góry. Elle s'étend sur 43,72 km2 et comptait 5 368 habitants en 2006. Son siège est le village d'Ożarowice qui se situe à environ 14 kilomètres à l'est de Tarnowskie Góry et à 25 kilomètres au nord de Katowice.

## Villages
La gmina d'Ożarowice comprend les villages et localités de Celiny, Niezdara, Ossy, Ożarowice, Pyrzowice, Sączów, Tąpkowice et Zendek.

## Villes et gminy voisines
La gmina d'Ożarowice est voisine de la ville de Miasteczko Śląskie et des gminy de Bobrowniki, Koziegłowy, Mierzęcice, Siewierz, Świerklaniec et Woźniki.